# Прозопис
Прозопис, или мимозка, или мескито (лат. Prosopis) — род деревянистых растений семейства Бобовые (Fabaceae).

## Ботаническое описание
Листопадные деревья или кустарники, часто колючие, изредка безлистные. Почки мелкие, тупые, чешуйки острые, тёмно-коричневые; верхушечные почки отсутствуют. Листья очередные, дваждыпарноперистые, стержень листа оканчивается колючкой. Прилистники линейные, опадающие, перепончатые или превращающиеся в колючки.
Цветки мелкие, правильные, бледно-желтые или зеленовато-белые, 5-членные, собраны в пазушные кисти, колосовидные соцветия, реже в головки. Чашечка колокольчатая, опадающая, с 5 зубчиками или небольшими лопастями. Венчик из 5 лепестков, сросшиеся до середины или свободные. Тычинок 10, свободные, пыльники продолговатые. Завязь волосистая, на ножке, столбик нитевидный, рыльце небольшое.
Плод — линейный, цилиндрический или неправильно утолщённо-вздутый, прямой, серповидно изогнутый, скрученный или почти правильно спирально завитый, невскрывающийся боб; наружный слой оболочки тонкий, деревянистый, внутренний — толстый, мясистый и сладкий. Семена светло-коричневые или красновато-коричневые, продолговатые или яйцевидные, сплюснутые, с присемянником у основания.

## Некоторые виды
- Prosopis abbreviata Benth.
- Prosopis affinis Spreng. — Прозопис рожковое дерево
- Prosopis africana (Guill. & Perr.) Taub. — Прозопис африканский
- Prosopis alba Griseb. — Прозопис белый
- Prosopis alpataco Phil.
- Prosopis argentina Burkart
- Prosopis articulata S.Watson
- Prosopis burkartii O.Muniz
- Prosopis caldenia Burkart
- Prosopis calingastana Burkart
- Prosopis campestris Griseb.
- Prosopis castellanosii Burkart
- Prosopis chilensis (Molina) Stuntz — Прозопис чилийский
- Prosopis cineraria (L.) Druce
- Prosopis denudans Benth.
- Prosopis elata (Burkart) Burkart
- Prosopis farcta (Banks & Sol.) J.F.Macbr. — Прозопис выполненный
- Prosopis ferox Griseb.
- Prosopis fiebrigii Harms
- Prosopis flexuosa DC.
- Prosopis glandulosa Torr.
- Prosopis hassleri Harms
- Prosopis humilis Hook.
- Prosopis juliflora (Sw.) DC. — Прозопис серёжкоцветный, или Мескито
- Prosopis koelziana Burkart
- Prosopis kuntzei Kuntze
- Prosopis laevigata (Willd.) M.C.Johnst.
- Prosopis nigra Hieron. — Прозопис чёрный
- Prosopis pallida (Willd.) Kunth
- Prosopis palmeri S.Watson
- Prosopis pubescens Benth.
- Prosopis pugionata Burkart
- Prosopis reptans Benth.
- Prosopis rojasiana Burkart
- Prosopis rubriflora Hassl.
- Prosopis ruizlealii Burkart
- Prosopis ruscifolia Griseb.
- Prosopis sericantha Hook.
- Prosopis strombulifera (Lam.) Benth.
- Prosopis tamarugo Phil. — Тамаруго
- Prosopis tamaulipana Burkart
- Prosopis torquata (Lag.) DC.
- Prosopis velutina Wooton
- Prosopis vinalillo Stuck.